# Pavel Beneš (basketbalista)
Pavel Beneš (* 17. března 1975 Brno) je trenér a bývalý český basketbalový reprezentant. V Národní basketbalové lize hrál za týmy Brna, Opavy, Nymburka a Poděbrad. Na pozici rozehrávače získal 9 mistrovských titulů z deseti finálových sérií. V lize odehrál přes 600 zápasů s průměrem 13,5 bodu na zápas.[zdroj⁠?!]
Kariéru ukončil v březnu 2010 kvůli zranění achilovky. Po ukončení kariéry se začal věnovat trénování.

## Kariéra hráče
Týmy
- 1992–2000 BVV Brno
- 2000–2004 BK Opava
- 2004–2008 ČEZ Basketball Nymburk
- 2008–2010 Basket Poděbrady

Výkony
- 5× vítěz Český pohár
- 9× mistr ČR
- 1× vicemistr ČR
- 2× bronz
- 5× účast All Star Game
- 3× mistr ČR (univerzitní basketbal)

Evropské poháry
- 2006–2008 – EUROCUP – ČEZ Basketball Nymburk
- 2004–2006 – EUROCHALLENGE – ČEZ Basketball Nymburk
- 2002–2004 – EUROCHALLENGE – BK Opava
- 2001–2002 – KORAC CUP – BK Opava
- 1994–1998 – KORAC CUP & SUPERLIGA – Stavex Brno

Reprezentace
- 2007 – ME mužů – Španělsko
- 1995–2007 člen národního týmu mužů
- 1997–1999 – Národní univerzitní družstvo
- 1999 – XX. Světové Univerzitní hry – Malorka
- 1997 – XIX. Světové Univerzitní hry – Sicílie
- 1994–1995 – kvalifikace ME U20
- 1992 – člen reprezentace U18

## Kariéra trenéra
- 2024/25 - sportovní ředitel SK Žabovřesky
- 2023/24 – trenér mužů SK Žabovřesky
- 2022/23 – SK Slavia Praha – hlavní trenér – KNBL – předkolo play off, osmifinále Českého poháru
- 2021/22 – SK Slavia Praha – hlavní trenér – Vítěz 1. ligy a baráže KNBL
- 2021/22 – BS Tygri Praha – extraliga dívek U17 – vicemistr ČR
- 2020/21 – SK Slavia Praha – hlavní trenér – 1.liga, zrušeno pro covid
- 2020/21 – BS Tygři Praha – vítěz kvalifikace o extraligu dívek U17 vítěz kvalifikace o ligu dívek U19
- 2019/20 – BC Kolín – čtvrtfinále Český pohár, 11. místo Kooperativa NBL – hlavní trenér
- 2018/19 – BC Kolín – čtvrtfinále Český pohár, předkolo play off Kooperativa NBL – hlavní trenér
- 2017/18 – BC Kolín – čtvrtfinále Český pohár, play off Kooperativa NBL – hlavní trenér
- 2016 – Kvalifikace na OH v Riu – asistent trenéra, reprezentace mužů
- 2016 – Vicemistr ČR U19 – hlavní trenér, BA Nymburk
- 2015 – ME Francie – 7. místo – asistent trenéra, reprezentace mužů
- 2015 – Mistr ČR U17 – hlavní trenér, BA Nymburk
- 2014 – Kvalifikace na ME – asistent trenéra, reprezentace mužů
- 2014 – 5. místo v ČR U19 – hlavní trenér, BA Nymburk
- 2013 – Vicemistr ČR U19 – hlavní trenér, BA Nymburk
- 2013 – stáže v USA (NBA: Dallas Maverics, NCAA 1: Baylor University, Texas A&M University, Texas Christian University, The University of Texas at Arlington, NCAA 2: Dallas Baptist University, High Schools – Martin High School: St. Pius High School)
- 2013 – Světové letní univerzitní hry Kazaň – asistent trenéra
- 2013 – NIJT – Euroliga juniorů Bělehrad – asistent trenéra
- 2013 – CEZ Basketball Nymburk, 1. liga mužů – hlavní trenér
- 2013 – BA Nymburk – šéf trenér akademie
- 2013 – BA Nymburk U19 2. místo v ČR – hlavní trenér
- 2012 – CEZ Basketball Nymburk 2. liga mužů vítěz – hlavní trenér
- 2012 – Vicemistr ČR U19 – hlavní trenér, BA Nymburk
- 2011 – Mistr ligy ČR U18 – hlavní trenér, BA Nymburk
- 2011 – CEZ Basketball Nymburk 2. liga 3. místo – hlavní trenér
- 2011 – stáže v USA (NBA: Milwaukee Bucks, NCAA 1: University of Wisconsin Milwaukee, Marquette University, Northwestern University, Valparaiso University, Mercer University, Elmhurst College, WNCAA 1: Green Bay Phoenix